# Промывание носа
Промывание носа (носовой лаваж, ирригация носовой полости) — комплекс гигиенических и терапевтических процедур, орошение носовой полости водой или растворами с профилактической или лечебной целью. При промывании полости носа с поверхности слизистой удаляется патологический секрет вместе с микробами, аллергенами и пылью. Уменьшается отёк и воспаление, повышается тонус капилляров, за счёт очищения значительно улучшается работа клеток мерцательного эпителия слизистой оболочки, усиливается движение слизи, что повышает защитные свойства слизистой полости носа.

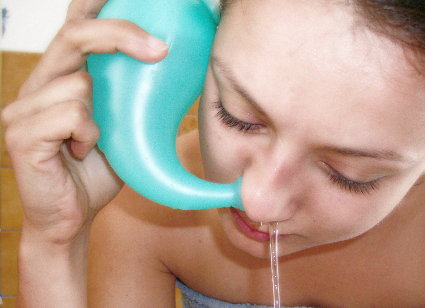
Промывание носа по методу Джала нети

## История

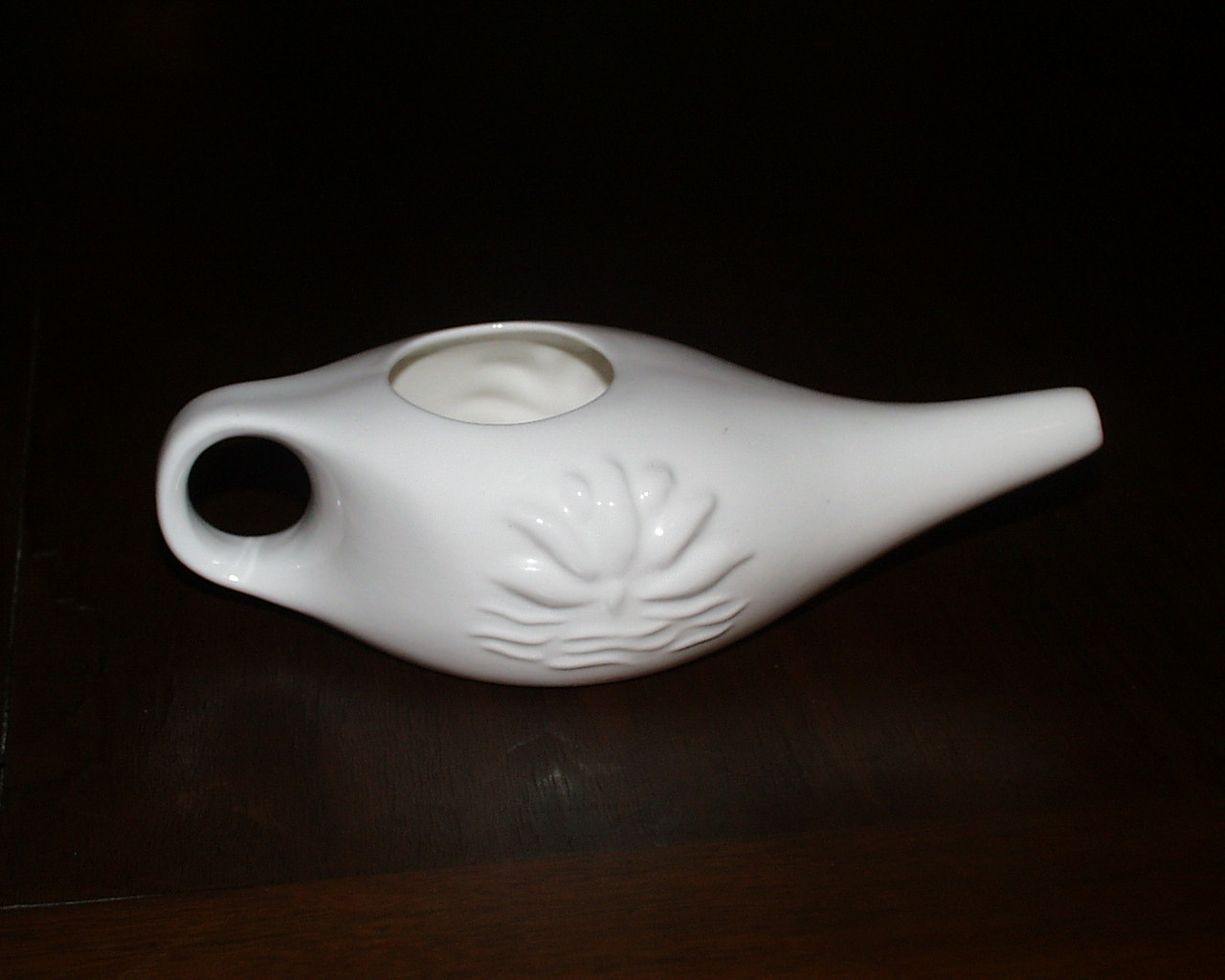
Чайник (лота) для джала нети

Индийские йоги начали практиковать промывание носа (Джала нети) ещё до нашей эры. Процедура очищения Джала нети описана в Аюрведе. Мусульмане практикуют промывания носа с седьмого века нашей эры, как часть очистительного комплекса Вуду (ислам). Они заполняют нос водой из ладоней, затем выливая её.

## Методики

### Джала нети
Джала нети (санскр. जल नेती, IAST: jala netī) — очистительное упражнение Хатха-йоги. Для промывания используется подогретая (температура тела), подсоленная кипячёная вода. Концентрация соли — чайная ложка на пол-литра воды. Для вливания в ноздри используется специальный сосуд, называемый нети пот (от английского «neti pot») или нети лота (из ислама). Вливания производятся в наклоне, вода выливается из противоположной ноздри. Дыхание через рот, произвольное. После окончания процедуры необходимо удалить остатки воды из пазух. Для этого в наклоне повернуть голову вправо, затем влево, потом наклониться максимально вниз.

#### Дудха Нети — нети с молоком
Использование молока в нети чайнике, подогретого до температуры тела, может применяться теми, кто страдает кровотечением из носа или для кого солёная вода вызывает вначале интенсивное раздражение. Нети молоком может применяться в случаях вдыхания химических или других веществ которые уже проникли или вызвали раздражение в слизистой носа, например распил стеклопластика или штукатурные работы. Лучше всего выполнять после промывания солёной водой, как в Джала нети. Не обязательно пропускать по пол чайника молока из одной ноздри в другую как это делается с водой. Достаточно просто наполнить ноздрю молоком и затем опорожнить. Каждую сторону по разу будет достаточно. Не рекомендуется проводить Джала нети с молоком без квалифицированной консультации и злоупотреблять процедурой.

### Метод перемещения жидкости по Проетцу

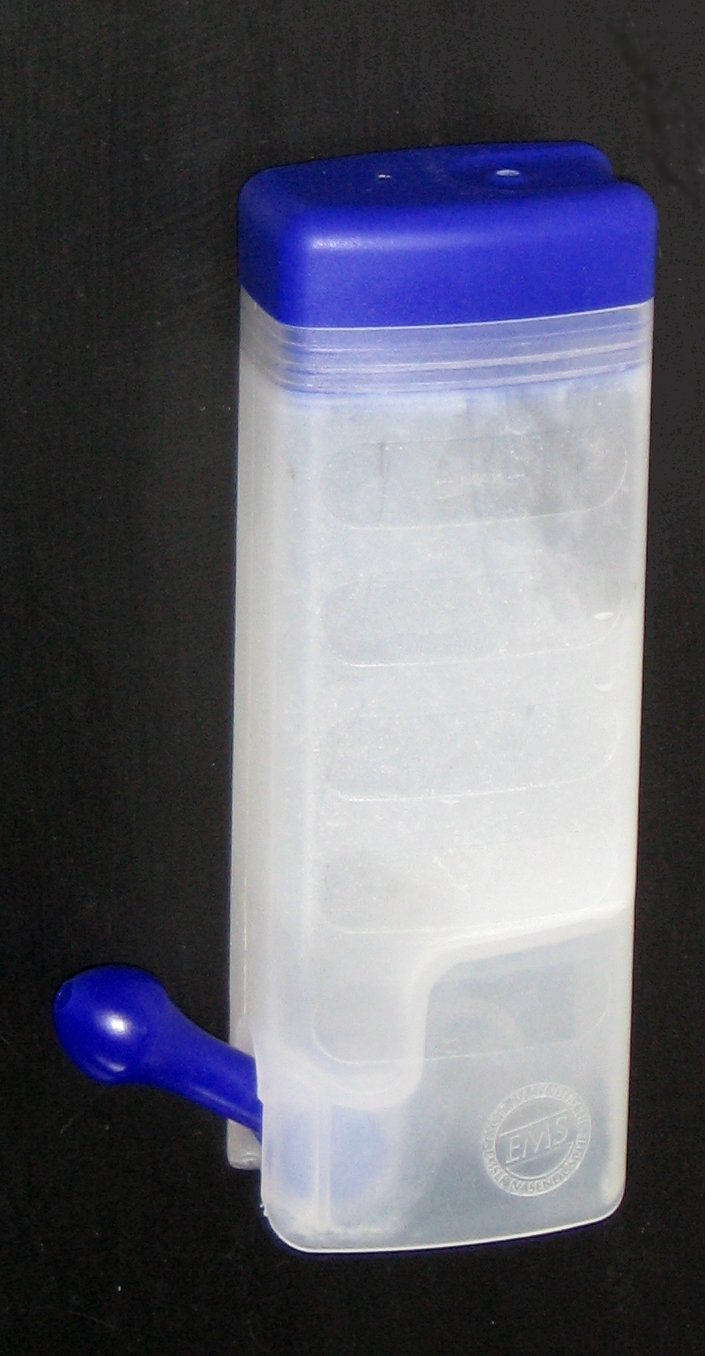
Простое приспособление для промывание носа, доступное в аптеках

Метод был разработан американским оториноларингологом Артуром Вальтером Проетцом в начале XX века.
Перед началом процедуры производят анемизацию слизистой полости носа. В простонародье этот метод называется «кукушка». Это связано с тем, что во время проведения процедуры промывания носа по данному методу рекомендуется проговаривать фразу «ку-ку», для уменьшения вероятности попадания жидкости в гортань. При проведении процедуры пациент лежит на спине. В это время в одну половину носа нагнетается антисептический раствор (фурацилина, хлоргексидина и т. д.), а из другой удаляется при помощи отсоса.
В домашних условиях полное объёмное промывание полости носа можно провести с использованием эластичного флакона-ирригатора с закручивающейся крышкой-оливой. Раствор для промывания готовят путём растворения содержимого пакетиков, входящих в комплект с флаконом. В состав пакетиков входит минеральный комплекс и растительные экстракты (солодка и шиповник). Данная методика отличается от Джала нети тем, что раствор подаётся в полость носа за счёт сжатия стенок флакона, что позволяет регулировать интенсивность напора жидкости.

Для детей раннего возраста применяют другой вариант промывания — водно-струйное промывание полости носа, схожий с Джала нети. Антисептический раствор температуры тела помещают в штатив, голову пациента наклоняют над раковиной или ёмкостью лицом вниз так, чтобы между флаконом с раствором и головой была разница высоты порядка метра. Трубкой соединяют ёмкость с раствором с одной половиной носа ребёнка, плотно обтурируя канюлей ноздрю. Жидкость поступает в полость носа и свободно вытекает из другой половины носа по закону сообщающихся сосудов.

## Меры предосторожности
Известны как минимум три случая смерти в результате менингита, вызванного неправильным промыванием носа:
- 15 октября 2010 года 54-летний Гулам Мустафа Халид из Пакистана поступил в больницу с типичными признаками менингита. Попытки спасти его успехом не увенчались, и он скончался 22 октября. Лабораторные пробы показали наличие Naegleria fowleri.[источник не указан 3759 дней]
- В июне 2011 года скончался молодой мужчина в Луизиане, США[7]
- В декабре 2011 года в Луизиане умерла 51-летняя женщина. Причиной во всех случаях стала грязная вода.[источник не указан 3759 дней]

В связи с этим, несмотря на то, что опасные микроорганизмы встречаются довольно редко, категорически рекомендуется использовать только дезинфицированную (кипячением, хлорированием или другим надёжным способом) воду.

## Осложнения
При самостоятельном промывании носа без контроля квалифицированного специалиста возможно возникновение ряда осложнений: синусит, евстахиит. Происходит это, как правило, из-за попадания инфекции с раствором в пазухи и евстахиевы трубы.
Промывание носа нельзя проводить непосредственно перед выходом на улицу. В тёплое время года после промывания необходимо побыть в помещении не менее получаса, а в зимнее от часа до двух. Это связано с тем, что даже при правильном промывании часть воды попадает в пазухи, и при выходе на улицу  сразу после процедуры повышается риск локального переохлаждения носовых пазух. Однако это мнение спорно, многие отоларингологи считают возможным выходить на улицу непосредственно после процедуры.